# Diocèse de Lang Son et Cao Bang
Le diocèse de Lang Son et Cao Bang (Dioecesis Langsonensis et Caobangensis) est un territoire ecclésiastique de l'Église catholique au Viêt Nam suffragant de l'archidiocèse d'Hanoï. Son siège est à la cathédrale Saint-Joseph, dans la commune de Lang Son. Le diocèse comptait 5 354 baptisés sur 1 787 000 habitants en 2013, avec 15 prêtres répartis dans 22 paroisses sur les provinces de Lang Son, Cao Bang et la moitié de Ha-Giang.

## Historique
Le 31 décembre 1913, le décret Quo spirituales de la Congrégation de la Propagande de la Foi érigea la préfecture apostolique de Lang Son et Cao Bang, formée à partir des provinces de Lang Son, Cao Bang et la moitié de Ha-Giang provenant du vicariat apostolique du Tonkin septentrional. Le territoire est confié aux dominicains français de la province de Lyon. C’est le R.P. Bertrand Cothonay qui en est le premier préfet. 
La bulle  Libenti animo du pape Pie XII élève la préfecture apostolique en vicariat apostolique, le 11 juillet 1939. 
Le vicariat est élevé au statut de diocèse, le 24 novembre 1960, par la bulle Venerabilium Nostrorum de Jean XXIII.

## Ordinaires

### Préfet apostolique de Lang Son et Cao Bang
- Bertrand Cothonay OP, 1913 - 1924, décédé
- Dominique-Marie Maillet OP, 31 mars 1925 - 1930, décédé
- Félix Hedde OP, 20 novembre 1931 - 11 juillet 1939, élevé

### Vicaire apostolique de Lang Son et Cao Bang
- Félix Hedde, 11 juillet 1939 - 4 mai 1960, décédé
- Réginald-André-Paulin-Edmond Jacq (de) OP, 4 mai 1960 - 24 novembre 1960, démission

### Évêque de Lang Son et Cao Bang
- Vincent de Paul Pham Van Du (vi), 24 novembre 1960 - 2 septembre 1998, décédé
- Joseph Ngô Quang Kiệt (vi), 3 juin 1999 - 19 février 2005, nommé archevêque de Hanoï
- Joseph Dang Duc Ngan (vi), depuis le 12 octobre 2007